# La Frontera (Chile)
Historicamente, La Frontera foi a linha de ocupação mais avançada da Capitania-Geral do Chile antes das terras defendidas pelo povo Mapuche. Está especificamente localizado no rio Biobío, na atual província homônima.
Fortes militares foram construídos na área no século XVI. No século XVIII, o governador do Chile, José Manso de Velasco, ordenou a fundação da cidade de Los Ángeles.